# 1520
Відродження •  Реформація •  Доба великих географічних відкриттів • Ганза • Ацтецький потрійний союз •  Імперія інків

## Геополітична ситуація
Османську державу очолює Сулейман I Пишний (до 1566). Римським королем є Карл V Габсбург (до 1555). У Франції королює Франциск I (до 1547).
Середню частину Апеннінського півострова займає Папська область. Неаполітанське королівство на півдні захопила Іспанія. Могутними державними утвореннями півночі є Венеційська республіка, Флорентійська республіка, Генуезька республіка та герцогство Міланське (останні три під контролем Франції).
Іспанським королівством править Карл I (до 1555). В Португалії королює Мануел I (до 1521).
Генріх VIII є королем Англії (до 1547), королем Данії та Норвегії та Швеції Кристіан II (до 1523). Королем Угорщини та Богемії є Людвік II Ягеллончик (до 1526). У Польщі королює Сигізмунд I Старий (до 1548), він же залишається князем Великого князівства Литовського.
Галичина входить до складу Польщі. Волинь належить Великому князівству Литовському. Московське князівство очолює Василій III (до 1533).
На заході євразійських степів існують Казанське ханство, Кримське ханство, Астраханське ханство, Ногайська орда. Єгипет захопили турки. Шахом Ірану є сефевід Ісмаїл I.
У Китаї править династія Мін. Значними державами Індостану є Делійський султанат, Бахмані, Віджаянагара. В Японії триває період Муроматі.
У Долині Мехіко править Ацтецький потрійний союз на чолі з Куаутемоком (до 1521). Триває завоювання ацтеків іспанцями. В Імперії інків править Уайна Капак (до 1525).

## Події
.

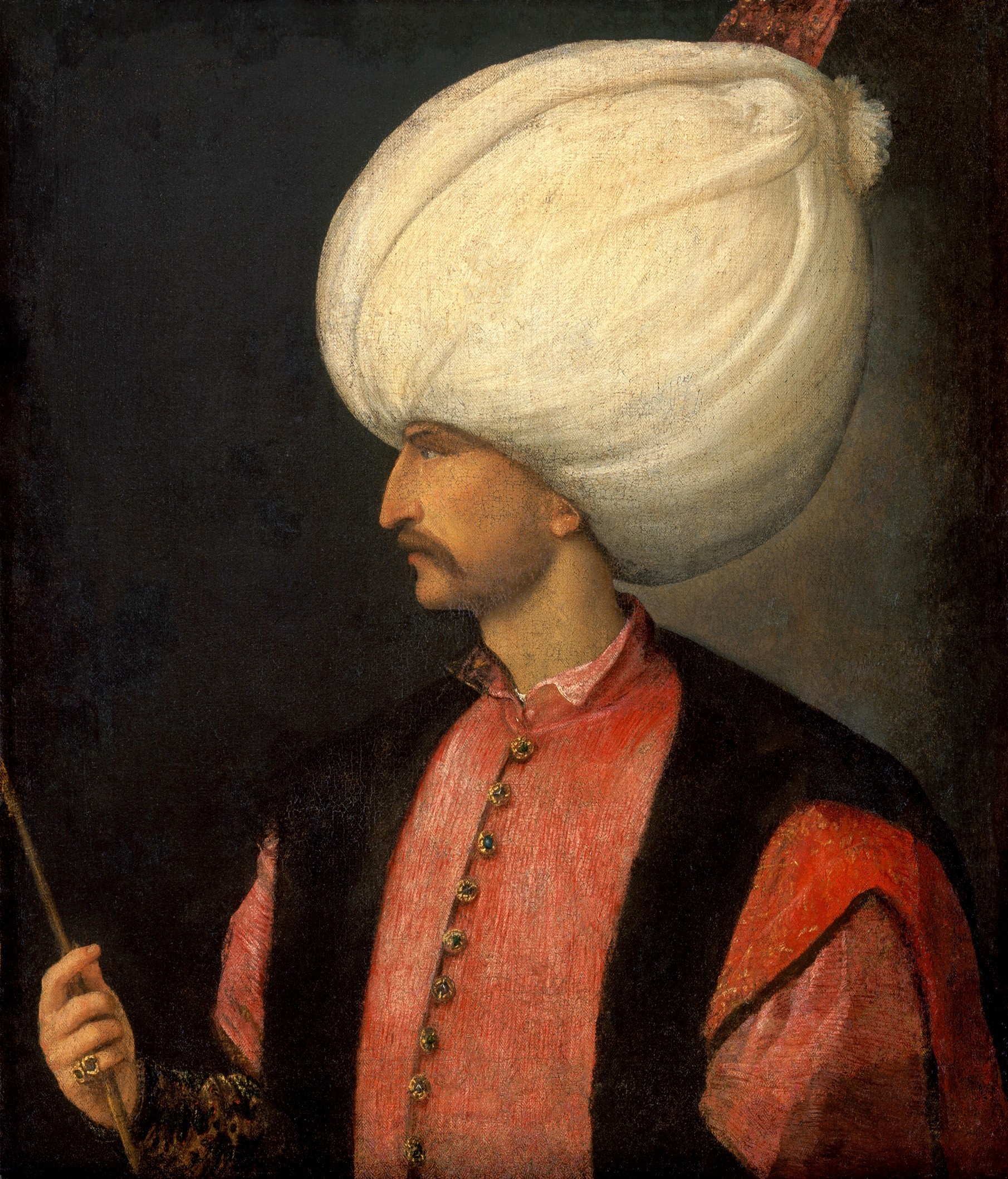
Сулейман I Пишний

- 22 вересня турецьким султаном став Сулейман I
- Крістіан II, король Данії та Норвегії, захопив Стокгольм і наказав безжально знищити всіх своїх супротивників. Ця подія отримала назву «Стокгольмська кривава баня».
- 25 грудня до Швеції повернувся з Любека Густав Ваза і розпочав повстання проти данського короля.
- У Кастилії спалахнуло повстання комунерос на чолі з Хуаном Лопесом де Падильєю проти правління іноземного короля Карла I Габсбурга.
- Карла V Габсбурга короновано в Аахені римським королем.
- Події Реформації:
  - Папа римський Лев X видав буллу Exsurge Domine, в якій загрожував Мартіну Лютеру відлученням від церкви, якщо він не відмовиться від своїх поглядів щодо індульгенцій та християнських доктрин.
  - У серпні Мартін Лютер написав відозву «До християнського дворянства німецької нації».
  - 10 грудня Мартін Лютер публічно спалив папську буллу.
- Завоювання імперії ацтеків іспанцями:
  - 2 червня конкістадор Педро де Альварадо і Контрерас вчинив різанину серед ацтеків, що зібралися перед Темпло майор на свято.
  - Іспанський конкістадор Ернан Кортес полонив теночтітланського тлатоані Монтесуму II. Влада перейшла до його брата Куітлауака, який прогнав іспанців зі столиці у ніч суму, але незабаром помер від віспи. Новим тлатоані став його небіж Куаутемок.
  - 20 липня іспанці завдали поразки ацтекам у битві поблизу Отумбе.
- 21 жовтня португальський мореплавець Фердинанд Магеллан відкрив 600-кілометрову протоку між континентальною частиною Південної Америки і островом Вогняна Земля, що з'єднує Атлантичний і Тихий океани (сьогодні вона носить його ім'я).
- 28 листопада після подолання небезпечної протоки на півдні Америки, що сьогодні носить його ім'я, португальський мореплавець Фердинанд Магеллан на чолі трьох суден увійшов у води Тихого океану, ставши першим європейцем, що проплив з Атлантичного океану в Тихий.
- Війська віджаянагарського раджі Крішнадеварая Тулува захопили Біджапур.

## Народились
Докладніше: Народилися 1520 року
- 1 серпня — Сигізмунд II Август, польський король, один з ініціаторів польсько-литовської унії.

## Померли
Докладніше: Померли 1520 року
- 6 квітня — У Римі у віці 37-и років помер видатний італійський художник епохи Відродження Рафаель (Рафаело Санті).
- 30 червня — Під час повстання проти іспанського колоніального режиму загинув 54-річний Монтесума II, імператор ацтеків, котрий без бою здав імперію військам Ернана Кортеса і наказав своєму народу покоритися завойовникам.
- 22 вересня — У віці 50-и років помер турецький султан з 1512 року Селім I Явуз (Грізний).